# Dýmová hora

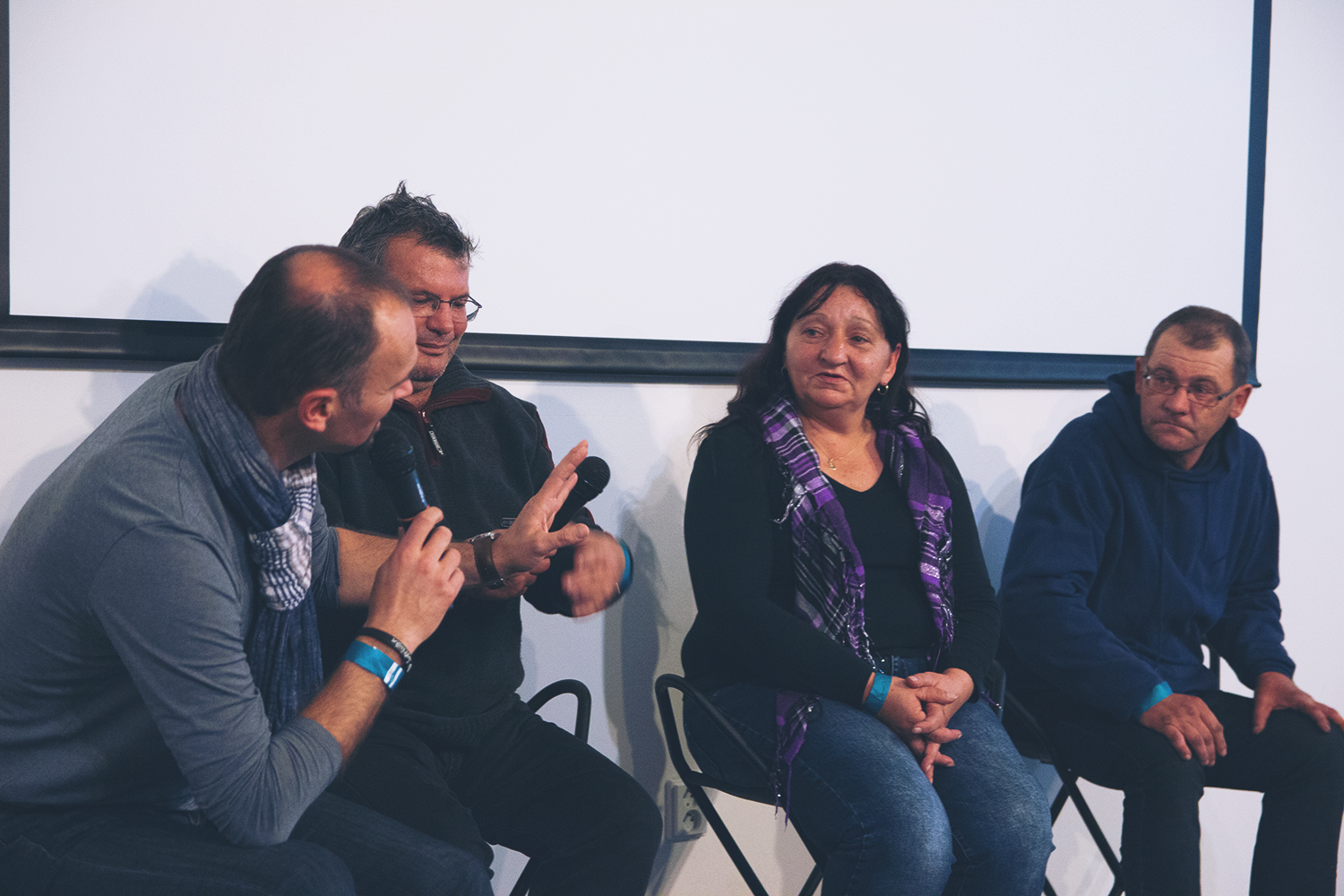
Diskuze na konferenci BEZ-MOCI uspořádané v rámci projektu Dýmová hora

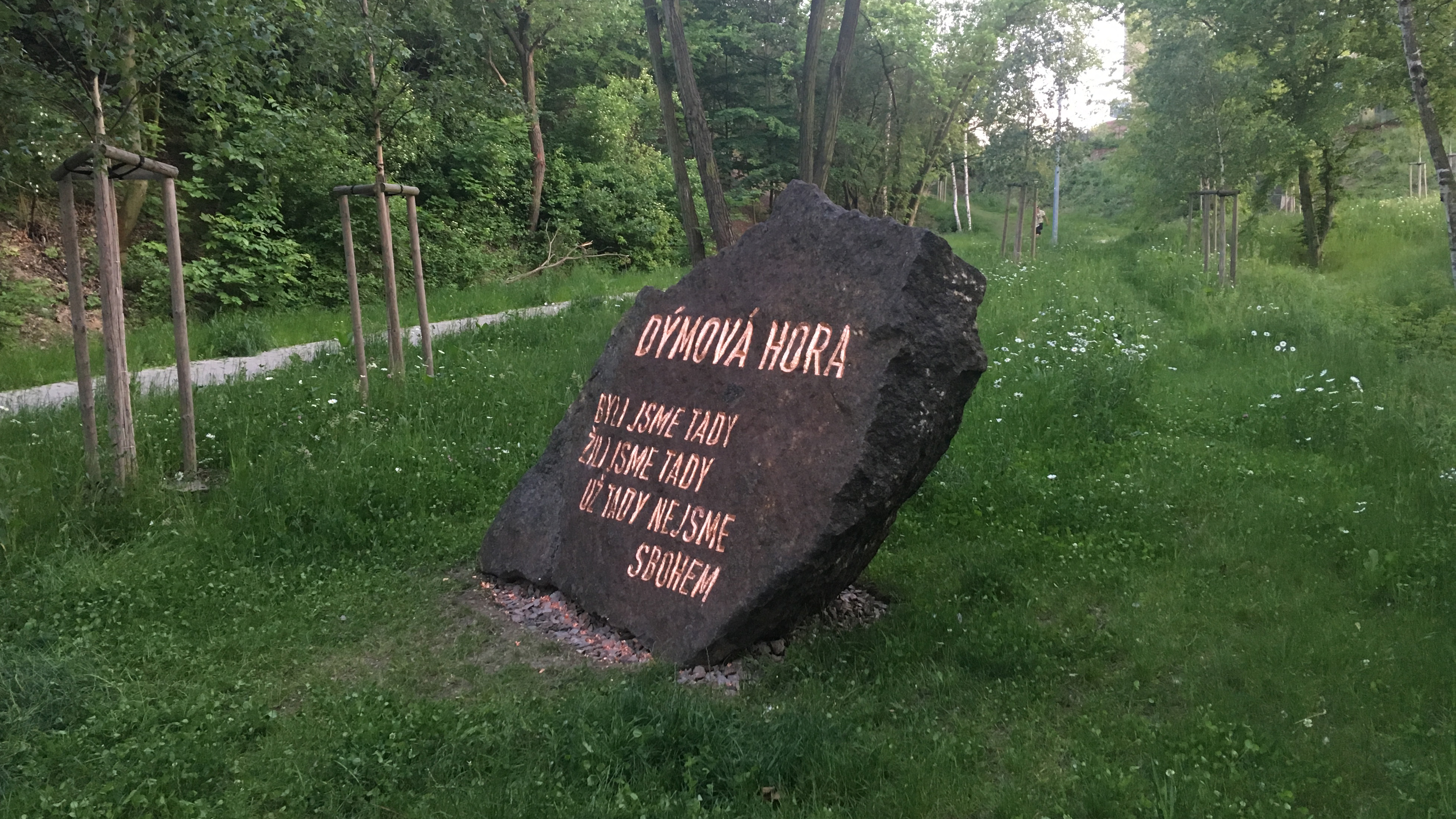
Pomník vytvořený v těsné blízkosti bývalé bezdomovecké osady

Dýmová hora je projekt umělce Epose 257 z roku 2019, jehož ústředním tématem jsou fenomény bezdomovectví a vyloučených lokalit.
Ke zmíněným problematikám se projekt vztahuje nejrůznějšími prostředky. Kromě pomníku, jenž se od předloňského roku tyčí na stejnojmenném místě v pražském Třebešíně, se součástí práce staly také rozsáhlá výstava nebo konference za účasti odborné veřejnosti. V budoucnu by je měly doplnit rovněž chystaná kniha a dokument.

## Motivace ke vzniku projektu
Sám Epos 257 uvádí, že jej k uskutečnění projektu podnítil opakovaný pobyt na městských periferiích vycházející z jeho někdejších writerských aktivit a rovněž fascinace takovými místy. Následně se umělcův zájem obrátil i přímo k lidem, kteří zeměpisně i společensky okrajové části obývají.

## Pomník
Dne 4. června 2019 byl v zrevitalizovaném parčíku v těsné blízkosti bývalé bezdomovecké osady zvané Dýmová hora odhalen pomník, který umělec Epos 257 zhotovil s jedním z jejích někdejších obyvatel, Marcelem, vyučeným kameníkem. Dílo má podobu velkého kamene, na němž stojí mědí vyvedený nápis DÝMOVÁ HORA, BYLI JSME TADY, ŽILI JSME TADY, UŽ TU NEJSME, SBOHEM. Materiál, kterým je nápis vyveden nepřímo odkazuje na původ názvu Dýmová hora – ten vznikl v návaznosti na hustý dým vznikající při pálení bužírek nashromážděných měděných kabelů.

## Výstava
Výstavní část projektu proběhla koncem roku 2019 v Muzeu hlavního města Prahy a na jaře roku 2020 v Múzeu mesta Bratislavy. Prostřednictvím důsledné muzeální prezentace rozsáhlé sbírky původních artefaktů nabídla návštěvníkům vhled do života lidí ještě před nedávnem obývajících prostor Dýmové hory. Životní příběhy bezdomovců byly doplněny podrobnou faktografii, audio záznamy z mnoha rozhovorů, ale také souhrnem legend a mýtů, které Epos 257 nashromáždil během několikatýdenního pobytu přímo na zmiňovaném místě. V expozici nechyběly ani videokoláž mísící autentické záběry z Dýmové hory se scénami ze seriálu Děti z kouřové hory nebo model původní podoby dotyčného místa.

## Kniha
Chystaná kniha rekapituluje dlouhodobý umělecký výzkum ve snaze zasadit jej do širších souvislostí. Jádro publikace tvoří přepisy rozhovorů s obyvateli Dýmové hory, ke spolupráci byli ovšem přizváni i další autorky a autoři, kteří se problematice věnují dlouhodobě a z odborného hlediska.

## Konference
U příležitosti projektu Dýmová hora proběhla 13. listopadu 2019 v Muzeu hlavního města Prahy konference BEZ-MOCI: místopis vyloučení a přehlížení. Událost se soustřeďovala především na sledování města jako živého organismu, jehož součástí jsou i místa přehlížená, zapomínaná, nebo místa nové divočiny, stejně tak jako vyloučení obyvatelé a sociální skupiny. Do celodenního setkání byly zařazeny teoretické a historické přednášky z různých oborů, panelové debaty, rozhovory s lidmi, kteří mají zkušenosti se životem bez domova, ale i prezentace umělců a ukázky projektů spojených s bezdomovectvím. Řešený fenomén byl tak nahlížen z hlediska prostoru, kterého se dotýká, ale rovněž z pohledu lidí, kteří ho přímo obývají.